# 克雷姆斯河畔诺伊霍芬
克雷姆斯河畔诺伊霍芬是奥地利上奥地利州林茨兰县的一个市镇。总面积18平方公里，总人口5509人，人口密度306.1人/平方公里（2005年）。